# Пиллэй, Джозеф Юварай
Джозеф Юварай Пиллэй (англ. Joseph Yuwarai Pillay; род. 30 марта 1934, Кланг, Селангор, Британская Малайя) — сингапурский бизнесмен и политик малайзийского происхождения. Исполняющий обязанности Президента Сингапура с 1 по 14 сентября 2017 года.

## Биография
Родился в малайско-индийской семье тамильского происхождения. Окончил Имперский колледж Лондона.
С 1972 по 1996 год был председателем совета директоров кампании Singapore Airlines. С 1999 по 2010 годы был председателем Сингапурской биржи. С 2011 по 2014 годы был председателем совета директоров Tiger Airways Holdings. В 2012 году награждён орденом Нила Утама первого класса, а университет Сингапура присвоил ему звание почётного профессора.
Занимал пост председателя Совета советников президента Сингапура с 2 января 2001 по 2 января 2019 года. С 1 сентября 2017 года был назначен временным Президентом Сингапура. Согласно сингапурскому законодательству, когда должность президента оказывается вакантна, его полномочия исполняет Председатель Комитета советников Президента.